# Shanghai Pudong Development Bank
Shanghai Pudong Development Bank Co. Ltd, SPDB, (förenklade kinesiska tecken: 上海浦东发展银行, traditionella kinesiska tecken: 上海浦東發展銀行, pinyin: Shànghǎi Pǔdōng fāzhǎn yínháng), är en kinesisk bankkoncern. Den rankas år 2017 som världens 64:e största publika bolag och sjunde största banken i Kina med tillgångar på nästan ¥5,9 biljoner.
Den 28 augusti 1992 fick SPDB tillstånd av Kinas centralbank att bedriva bankverksamhet och banken startades officiellt den 9 januari 1993.